# Calheta (freguesia de Azores)
Calheta es una freguesia portuguesa perteneciente al municipio de Calheta, situado en la isla de São Jorge, Región Autónoma de Azores. Posee un área de 18,98 km² y una población total de 1 249 habitantes (2001). La densidad poblacional asciende a 65,8 hab/km².
- Datos: Q5740098
- Multimedia: Calheta, Azores (freguesia) / Q5740098